# Аборты в Боснии и Герцеговине
Аборты в Боснии и Герцеговине законны по требованию матери в течение первых десяти недель беременности. Аборт должен быть одобрен комиссией, если срок составляет от десяти до двадцати недель, в тех случаях, когда жизнь или здоровье матери находится под угрозой, плод сильно повреждён, беременность является результатом изнасилования, а также по психологическим причинам. Во всех случаях женщина сначала должна пройти консультацию. После 20 недель аборт разрешён только в случае угрозы жизни или здоровью женщины. Уголовному наказанию подлежит лицо, выполнившее незаконный аборт, и ни в коем случае не женщина, прошедшая через эту процедуру.
Правовой статус аборта регулируется законом 2008 года; ранее его регулировал закон от 7 октября 1977 года, когда Босния и Герцеговина была частью Югославии.

## Статистика
Последний раз официальные данные о количестве абортов по стране в целом были опубликованы в 1990 году. Тогда в Боснии и Герцеговине было зафиксировано 66 625 абортов.
В настоящее время такая статистика ведётся институтами общественного здравоохранения Федерации Боснии и Герцеговины и Республики Сербской в отдельности. Так, в 2017 году в Федерации Боснии и Герцеговины было зарегистрировано 2262 аборта, в Республике Сербской — 1846 абортов. Однако эти данные не являются полными ввиду отсутствия информации об абортах за этот год по двум кантонам Федерации Боснии и Герцеговины и по нескольким больницам в Республике Сербской.
По состоянию на 2001 год уровень абортов составлял 1,4 на 1000 женщин в возрасте от 15 до 44 лет, один из самых низких показателей в Европе. При этом правительство выражало обеспокоенность более высоким уровнем абортов среди подростков.

## Общественное мнение
В ходе опроса Pew Research, проведённого в 2017 году, респонденты в Боснии и Герцеговине равномерно разделились на тех, кто считает, что аборт должен быть законным для большинства случаев (47 %) и сторонников их запрета для большинства случаев (47 %). Однако существует значительный разрыв между разными этническими и религиозными группами. К примеру, католики в подавляющем большинстве выступают против законности абортов (71 %).